# Majhni lopovi
Majhni lopovi (angleško Small Time Crooks) je ameriški kriminalno-komični film iz leta 2000, ki ga je režiral in zanj napisal scenarij Woody Allen. V glavnih vlogah poleg njega nastopajo še Hugh Grant, Elaine May in Tracey Ullman. Zaplet filma spominja na komedijo Larceny, Inc. iz leta 1942 . Govori o poklicnem kriminalcu Rayu (Allen), ki s pajdaši najamejo zaprto picerijo, da bi v njeni kleti skopali predor do bližnje banke. Rayeva žena Frenchy (Ullman) za prikritje kopanja v restavraciji prodaja piškote, kar se izkaže za precej bolj dobičkonosno od ropa banke.
Film je prejel zmerno pozitivne ocene kritikov in bil finančno uspešen predvsem v Severni Ameriki s skupnim prihodkom 29,9 milijona $. Tracey Ullman je bila nominirana za Zlati globus za najboljšo glavno žensko vlogo v komediji ali muzikalu, Elaine May pa je dobila nagrado NSFC za najboljšo stransko žensko vlogo. Na spletni strani Rotten Tomatoes je film prejel oceno 66%.

## Vloge
- Woody Allen kot Ray Winkler
- Tracey Ullman kot Frances »Frenchy« Fox-Winkler
- Elaine May kot May Sloane
- Elaine Stritch kot Chi-Chi Velasquez Potter
- Hugh Grant kot David Perrette
- Michael Rapaport kot Denny Doyle
- Tony Darrow kot Tommy Walker
- Jon Lovitz kot Benjamin »Benny« Bukowski
- Brian Markinson kot policist Ken DeLoach
- George Grizzard kot George Blint
- Larry Pine kot Charles Bailey
- Kristine Nielsen kot Emily Bailey